# Parafia Niepokalanego Poczęcia Najświętszej Maryi Panny w Bobrujsku
Parafia Niepokalanego Poczęcia Najświętszej Maryi Panny w Bobrujsku – rzymskokatolicka parafia znajdująca się w archidiecezji mińsko-mohylewskiej, w dekanacie bobrujskim, na Białorusi.

## Historia
Pierwszy, murowany kościół w Bobrujsku ufundował późniejszy wojewoda parnawski Piotr Tryzna w 1615. Był on pw. śś. Piotra i Pawła. W 1627 Piotr Tryzna sprowadził do Bobrujska jezuitów, którzy do kasaty zakonu w 1773 prowadzili w mieście szkoły. W II poł. XIX w. parafia należała do dekanatu bobrujskiego diecezji wileńskiej. W 1880 liczyła 3660 wiernych i posiadała filię w Szaciłkach oraz 6 kaplic w okolicznych miejscowościach. Ponadto Słownik geograficzny Królestwa Polskiego wspomina o 5 byłych kaplicach bobrujskiej parafii, które w owym roku już nie istniały.
W I dziesięcioleciu XX w. wybudowano obecny kościół. Działał on do 1935, gdy został znacjonalizowany przez komunistów. Następnie mieściły się w nim wystawa rolnicza i magazyn. W czasie okupacji niemieckiej budynek ponownie pełnił rolę kościoła. Po II wojnie światowej służył kolejno jako muzeum krajoznawcze, archiwum, kino i klub pracowniczy. Na fali zainicjowanej przez Nikitę Chruszczowa fali antyreligijnej w 1968 zburzono fasadę i wieżę, a w ich miejsce dobudowano połączony z resztą byłej świątyni czteropiętrowy socrealistyczny budynek.
1 marca 1990 budynek kościoła został zwrócony wiernym i następnie odrestaurowany. Obecnie trwają starania o wyburzenie budynku z lat 60. i przywróceniu kościołowi pierwotnego wyglądu.

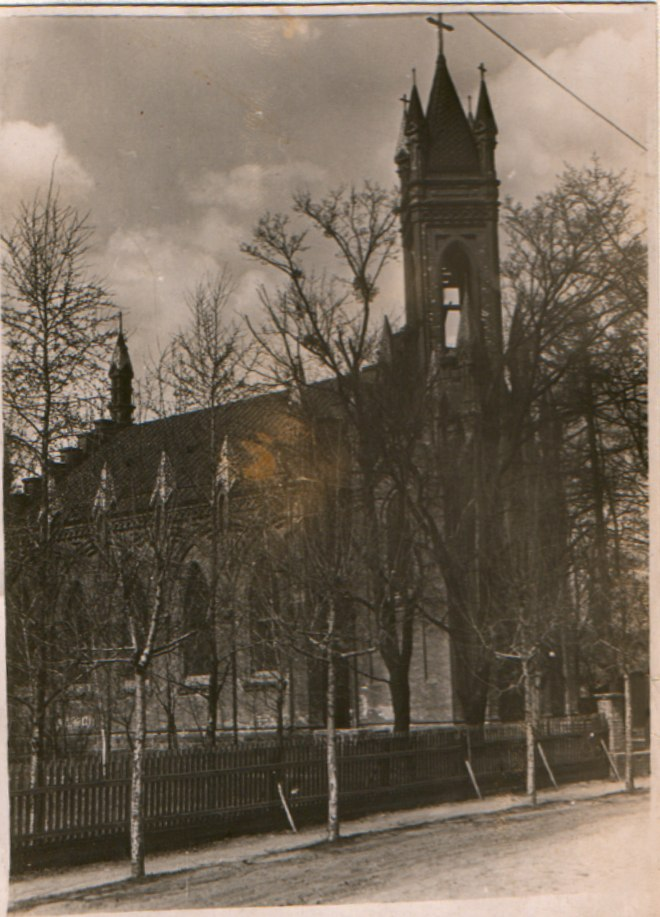
Kościół katolicki w Bobrujsku przed 1914
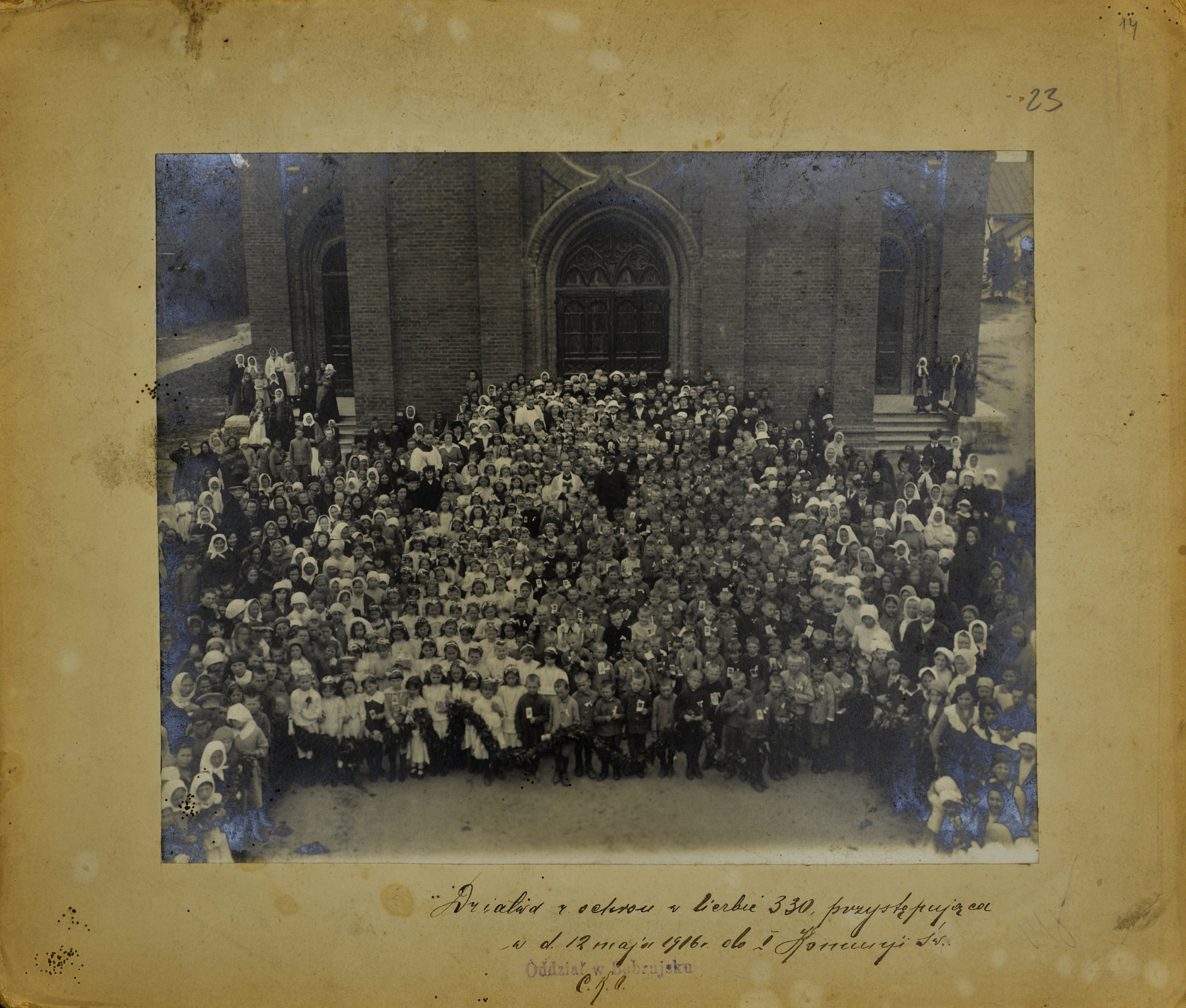
Pierwsza komunia święta w 1916 roku
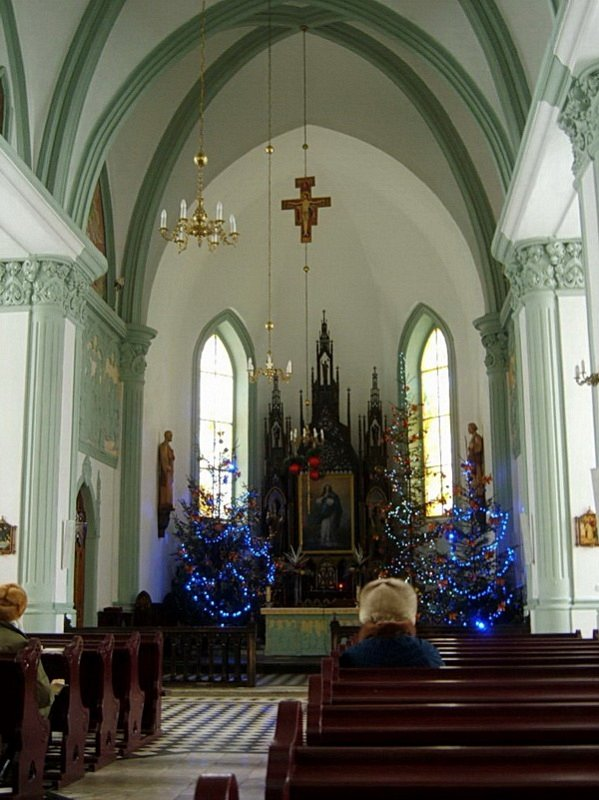
Wnętrze kościoła w stanie współczesnym